# 151834 Mongkut
151834 Mongkut è un asteroide della fascia principale. Scoperto nel 2003, presenta un'orbita caratterizzata da un semiasse maggiore pari a 2,6562140 UA e da un'eccentricità di 0,0610978, inclinata di 11,50541° rispetto all'eclittica.